# The Odyssey of Flight 33
The Odyssey of Flight 33 este episodul 54 al serialului american Zona crepusculară. Un avion comercial ajunge printr-o ruptură a barierei timpului în epoca preistorică, iar apoi în New York-ul anului 1939. Povestea reprezintă o adaptare modernă a mitului Olandezului Zburător. A fost difuzat inițial pe 24 februarie 1961 pe CBS.

## Prezentare

### Introducere
| “ | Călătoriți cu un avion de reacție pe ruta Londra - New York. Te afli la 10,500 de metri deasupra norilor și la aproximativ 55 de minute de aeroportul Idlewild. Însă întâmplările din cabina acestui avion nu se reflectă asupra aeronavei sau asupra echipajului. Este o mașinărie sigură, bine proiectat și construită. Iar bărbații pe care i-ați întâlnit sunt o echipă profesionistă, liniștită și foarte eficientă. Problema este simplă: viteza avionului este mult prea mare și nu există nimic în sfera cunoașterii sau a logicii care să explice acest fapt. Fără ca pasagerii și echipajul să știe, această aeronavă se îndreaptă spre o regiune necunoscută, departe de rutele avioanelor comerciale - se îndreaptă înspre Zona crepusculară. Urmează să fiți martorii a ceea ce numim „Odiseea Zborului 33”. | ” |

### Intriga
Povestea are loc în timpul zborului Global Airlines 33 din Londra spre New York. La aproximativ 50 de minute de aeroportul Idlewild, căpitanul Farver și echipajul său observă că viteza în raport cu pământul⁠(d) a avionului Boeing 707 crește rapid din motive necunoscute. Velocitatea reală⁠(d) rămâne însă constantă, deci nu există riscul ca avionul să se dezmembreze în zbor. Echipajul nu poate contacta pe nimeni prin intermediul stației radio. Până și unul dintre pasageri începe să simtă că viteza aeronavei crește.
Aceștia observă o strălucire puternică însoțită de turbulențe severe, iar căpitanul se întreabă dacă nu cumva au depășit viteza sunetului. Avionul nu a suferit defecțiuni tehnice. Încă incapabili să intre în contact cu cei aflați la sol și conștienți de riscul unei potențiale coliziuni cu alte aeronave, Farver decide să coboare la o altitudine mai mică. Echipajul identifică coasta insulei Manhattan și alte zone geografice, însă nu există niciun oraș. Aceștia realizează că au călătorit în timp în momentul în care observă dinozauri.
Singura lor speranță de a reveni în prezent este să urce în altitudine și să crească viteza în încercarea de prinde același „curent de aer ciudat”. La început, această opțiune pare să funcționeze, după ce observă o altă strălucire puternică însoțită de turbulențe; orașul New York apare în fața lor și, cu toate că încă nu pot intra în contact cu aeroportul Idlewild, aceștia pot ajunge la aeroportul LaGuardia. Totuși, controlorul de trafic aerian⁠(d) nu înțelege la ce se referă pilotul când spune Idlewild sau ce reprezintă termenii VOR⁠(d) , ILS și avion cu reacție. În cele din urmă, acesta permite aeronavei să aterizeze pe LaGuardia, dar îi ordonă căpitanului să se prezinte la biroul Administrației Aeronautice Civile⁠(d) (CAA); Farver remarcă faptul că instituția nu mai utilizează această denumire de ani de zile. În același timp, copilotul observă clădirile Expoziției Universale de la New York⁠(d), organizată în 1939. Echipajul realizează că au călătorit în timp, dar nu suficient de departe.
Deși căpitanul ia în considerare să aterizeze pe aeroport în 1939 pentru a-și alimenta aeronava, acesta renunță la idee, pe motiv că pista LaGuardia este prea scurtă pentru un Boeing 707. În timp ce urcă în altitudine, acesta se adresează pasagerilor, cărora le spune că au călătorit înapoi în timp. „Tot ce vă cer este să rămâneți calmi” - le spune acesta călătorilor prin stația radio - „și să vă rugați”.

### Concluzie
| “ | Un avion cu reacție aflat pe ruta Londra - New York într-o după-amiază lipsită de probleme în anul 1961, însă recent raportat întârziat și dat dispărut, iar în prezent, căutat pe uscat, pe mare și în aer de ființe umane neliniștite, cutremurate de ceea ce vor descoperi. Dar noi doi știm unde este. Noi doi știm ce s-a întâmplat. Așadar, dacă în orice moment auziți zgomotul motoarelor cu reacție deasupra cerului noros - motoare disperate - declanșează o rachetă semnalizatoare sau fă ceva. Acesta este Zborul 33 care încearcă să ajungă acasă - din Zona crepusculară. | ” |